# Frank Mattern (Unternehmensberater)
Frank Mattern (* 24. Dezember 1961 in Krefeld) ist ein deutscher Betriebswirt. Von Januar 2007 bis Januar 2014 leitete er das Deutschland-Büro von McKinsey als Nachfolger von Jürgen Kluge. Seit Januar 2014 verantwortet Mattern die Functional Practices der Unternehmensberatung. Er ist verheiratet und hat drei Kinder.

## Leben
Frank Mattern studierte an der London School of Economics und der Westfälischen Wilhelms-Universität in Münster. Danach machte er seinen MBA an der Wharton School der University of Pennsylvania. Während des Studiums war er Stipendiat der Studienstiftung des deutschen Volkes.
Seit 1990 ist er bei McKinsey mit Schwerpunkten im Finanz- und IT-Bereich. Bereits 1995 wurde er dort Partner und vier Jahre später Direktor. Er wurde Mitbegründer und weltweiter Leiter des Business-Technology-Office, in dem die IT-Beratungskompetenz von McKinsey gebündelt ist. Seit Januar 2007 ist er Chef von McKinsey Deutschland. Ab 1. Januar 2014 wird er als Nachfolger von David Court weltweit die Functional Practices verantworten. Ende November wurde als Nachfolger Cornelius Baur als Deutschlandchef benannt.